# Рольф, Филиппа
Анна Филиппа Рольф (швед. Anna Filippa Rolf; 15 ноября 1924, Стокгольм, Швеция — 29 сентября 1978, Кембридж, США) — шведская поэтесса и переводчик.

## Биография и творчество
Филиппа Рольф родилась в 1924 году в Стокгольме. Её родителями были Бруно Рольф, метеоролог, и баронесса Дагмар Раппе. Окончив в 1943 году школу в Кальмаре, Филиппа поступила в Уппсальский университет, который закончила в 1948 году со степенью бакалавра. С 1952 по 1953 год она училась на курсах библиотекарей в Стокгольме и впоследствии работала библиотекарем в Кальмаре и Векшё.
В 1957 году вышел первый поэтический сборник Филиппы Рольф, «Till det synliga». За ним последовали «Ungdom» (1959) и «Omärkligt» (1960). В 1958 году Филиппа Рольф написала Владимиру Набокову и сообщила ему, что переводы его романов «Пнин» и «Лолита» на шведский язык крайне неудачны. В 1961 году Филиппа встретилась в Ницце с Владимиром и Верой Набоковыми — они пригласили её после того, как она отредактировала плохо переведённые романы. В том же году, с помощью Набоковых, Филиппа Рольф переехала в США, чтобы изучать историю литературы в Гарвардском университете. В 1963 году вышел её сборник «Dikter», написанный в США и заканчивавшийся стихотворением на английском языке.
В Гарварде Филиппа познакомилась с Сисселой Бок, американским философом шведского происхождения, и с художницей Лиллиан Хабиновски. Она продолжала заниматься литературным творчеством и вскоре начала писать прозу на английском языке, в том числе «As It Is Written» — ностальгический и меланхоличный роман о детстве, отчасти напоминающий набоковскую «Аду». В 1965 году Владимир Набоков доверил ей перевод своего романа «Дар». Она также начала переводить «Бледный огонь», но этот перевод не был завершён.
В 1964 году Филиппа Рольф получила степень магистра искусств. Долгое время она работала в библиотеке (Mugar Memorial Library) Бостонского университета. В 1970-х годах у неё обнаружилась запущенная стадия рака. Филиппа Рольф умерла в 1978 году в Кембридже (штат Массачусетс) и была похоронена там же.